# J.League Division 1 1999
Die J.League Division 1 1999 war die siebte Spielzeit der höchsten Division der japanischen J.League und die erste unter dem Namen Division 1. An ihr nahmen sechzehn Vereine teil. Die reguläre Saison wurde in zwei Halbserien ausgetragen und begann am 6. März 1999. Nach dem Ende der zweiten Halbserie am 27. November 1999 spielten die Sieger der beiden Halbserien, Júbilo Iwata und Shimizu S-Pulse, in zwei Spielen um den japanischen Meistertitel. Diese Endspiele wurden nach der regulären Saison am 4. und 11. Dezember ausgetragen. Beide Spiele wurden jeweils vom Heimverein mit 2:1 gewonnen, sodass ein Elfmeterschießen um den Titel entscheiden musste. Hierbei behielt Júbilo Iwata knapp die Oberhand, für das Team war es der zweite Ligatitel insgesamt.
Absteiger in die J.League Division 2 2000 waren Urawa Red Diamonds und Bellmare Hiratsuka.

## Modus
Wie in der Vorsaison standen sich die Vereine zweimal, also je einmal zuhause und einmal auswärts, gegenüber, allerdings wurden beide Halbserien als getrennte Meisterschaften gewertet. Bei Gleichstand nach 90 Minuten wurde die Spielzeit um zweimal fünfzehn Minuten verlängert, wobei die Golden-Goal-Regel zur Anwendung kam. Stand es danach immer noch unentschieden, wurde das Spiel als solches gewertet; dies war eine Neuerung, denn bislang endete ein nach 120 Minuten unentschiedenes Spiel stets mit einem Elfmeterschießen.
Für einen Sieg nach regulärer Spielzeit gab es drei, für einen Sieg in der Verlängerung zwei Punkte; bei einem Unentschieden gab es für jede Mannschaft einen Zähler. Die Tabelle einer jeden Halbserie wurde also nach den folgenden Kriterien erstellt:
1. Anzahl der erzielten Punkte
2. Tordifferenz
3. Erzielte Tore
4. Ergebnisse der Spiele untereinander
5. Entscheidungsspiel oder Münzwurf

Nach Ende einer Halbserie qualifizierte sich der Verein mit den meisten Punkten für die Endspiele um die japanische Meisterschaft. Der Sieger der Endspiele qualifizierte sich als japanischer Meister für die Asian Club Championship 2000/01. Neu eingeführt wurde die Ermittlung von zwei festen Absteigern in die Division 2. Hierzu wurde nach Ende der Saison nach den gleichen Kriterien wie oben angegeben eine Tabelle über die gesamte Spielzeit gebildet, die beiden schlechtesten Mannschaften mussten den Gang in die Zweitklassigkeit antreten.
Aufgrund der Einführung der zweiten Division und der damit einhergehenden Verkleinerung auf sechzehn Teilnehmer verringerte sich die Anzahl der zu absolvierenden Partien pro Team; statt 34 waren nun nur noch 30 Spiele auszutragen.

## Teilnehmer
Insgesamt nahmen sechzehn Mannschaften an der Spielzeit teil. Durch die Gründung der J.League Division 2 gab es im Vorjahr keinen Aufsteiger aus der Japan Football League, obwohl mit Kawasaki Frontale der Zweitplatzierte an den Abstiegsplayoffs teilnahm; die Mannschaft scheiterte in einem Qualifikationsspiel an Avispa Fukuoka. Avispa selbst sicherte erst in den Finalspielen der Playoffs den Klassenerhalt. Leidtragender war Vorjahresaufsteiger Consadole Sapporo, die direkt wieder in die Zweitklassigkeit zurückgereicht wurden.
Eine weitere Mannschaft schied durch Fusion mit einem Konkurrenten aus der Liga aus. Nachdem die Yokohama Flügels durch Ausstieg einer der Hauptsponsoren in finanzielle Schieflage geraten waren, blieb Teambesitzer All Nippon Airways keine andere Wahl, als mit Nissan, Eigentümer des Stadtrivalen Marinos, Verhandlungen zur Verschmelzung beider Vereine aufzunehmen, um so die Flügels vor dem Bankrott zu bewahren. Der Zusammenschluss wurde Anfang des Jahres 1999 vollzogen, die Mannschaft spielte nun unter dem Namen Yokohama F. Marinos.
| Verein               | Stadt/Region         |
| -------------------- | -------------------- |
| Avispa Fukuoka       | Fukuoka, Fukuoka     |
| Bellmare Hiratsuka   | Hiratsuka, Kanagawa  |
| Cerezo Osaka         | Osaka, Osaka         |
| Gamba Osaka          | Suita, Osaka         |
| JEF United Ichihara  | Ichihara, Chiba      |
| Júbilo Iwata         | Iwata, Shizuoka      |
| Kashima Antlers      | Kashima, Ibaraki     |
| Kashiwa Reysol       | Kashiwa, Chiba       |
| Kyōto Purple Sanga   | Kyōto, Kyōto         |
| Nagoya Grampus Eight | Nagoya, Aichi        |
| Sanfrecce Hiroshima  | Hiroshima, Hiroshima |
| Shimizu S-Pulse      | Shizuoka, Shizuoka   |
| Urawa Red Diamonds   | Urawa, Saitama       |
| Verdy Kawasaki       | Kawasaki, Kanagawa   |
| Vissel Kōbe          | Kōbe, Hyōgo          |
| Yokohama F. Marinos  | Yokohama, Kanagawa   |

## Trainer
| Verein               | Cheftrainer                                           |
| -------------------- | ----------------------------------------------------- |
| Kashima Antlers      | Zé Mário → Zico → Takashi Sekizuka                    |
| Urawa Reds           | Hiromi Hara → Aad de Mos → Yasushi Yoshida            |
| JEF United Ichihara  | Gert Engels → Nicolae Zamfir                          |
| Kashiwa Reysol       | Akira Nishino                                         |
| Verdy Kawasaki       | Hideki Matsunaga                                      |
| Yokohama F. Marinos  | Antonio de la Cruz                                    |
| Bellmare Hiratsuka   | Eiji Ueda → Mitsuru Komaeda                           |
| Shimizu S-Pulse      | Steve Perryman                                        |
| Júbilo Iwata         | Takashi Kuwahara                                      |
| Nagoya Grampus Eight | Kōji Tanaka → Daniel Sanchez → Mazarópi → João Carlos |
| Kyoto Purple Sanga   | Hidehiko Shimizu → Bunji Kimura → Shū Kamo            |
| Gamba Osaka          | Frédéric Antonetti → Hiroshi Hayano                   |
| Cerezo Osaka         | René Desaeyere                                        |
| Vissel Kobe          | Ryōichi Kawakatsu                                     |
| Sanfrecce Hiroshima  | Eddie Thomson                                         |
| Avispa Fukuoka       | Yoshio Kikugawa                                       |

## Spieler
| Verein               | Spieler |
| -------------------- | --- |
| Kashima Antlers      | Akira Narahashi (15/2), Yutaka Akita (28/2), Ryōsuke Okuno (18/0), Naruyuki Naitō (19/0), Yasuto Honda (17/0), Naoki Sōma (30/0), Mazinho (17/6), Takayuki Suzuki (1/0), Bismarck (23/7), Yoshiyuki Hasegawa (21/4), Atsushi Yanagisawa (26/9), Tadatoshi Masuda (5/2), Ichiei Muroi (8/0), Toshiyuki Abe (26/2), Tōru Oniki (7/1), Kōji Kumagai (10/3), Tomoyuki Hirase (22/5), Ricardo (16/2), Daijirō Takakuwa (26/0), Masashi Motoyama (18/0), Yoshirō Nakamura (2/0), Kōji Nakata (17/4), Mitsuo Ogasawara (15/4), Hitoshi Sogahata (4/0), Jō Nakajima (1/0), Takuya Nozawa (1/0)                                                                                                   |
| Urawa Reds           | Nobuhisa Yamada (29/1), Tsutomu Nishino (9/1), Masaki Tsuchihashi (18/1), Zappella (18/1), Petrovic (19/1), Masayuki Okano (11/0), Shinji Ono (14/2), Masahiro Fukuda (23/13), Yasushi Fukunaga (14/3), Beguiristain (16/3), Atsuo Watanabe (6/0), Kenji Ōshiba (18/2), Nobuyasu Ikeda (15/1), Kōhei Morita (19/0), Yūki Takita (30/0), Osamu Hirose (13/0), Hideki Uchidate (9/0), Naoto Sakurai (4/0), Toshiya Ishii (30/0), Shinji Jōjō (18/1), Manabu Ikeda (17/2), Katsuyuki Miyazawa (3/1), Tomoyuki Yoshino (7/0), Yūichirō Nagai (12/3), Gen’ichi Takahashi (1/0), Tadashi Nakamura (15/0), Ryūji Michiki (15/0), Picun (4/0), Yūsuke Nakatani (1/0)                             |
| JEF United Ichihara  | Ken’ichi Shimokawa (30/0), Eisuke Nakanishi (26/9), Ichizō Nakata (21/0), Takayuki Chano (27/0), Satoshi Yamaguchi (29/0), Tomoyuki Sakai (22/0), Shin’ichi Mutō (15/1), Yoshikazu Nonomura (9/1), Nobuhiro Takeda (24/6), Baron (28/17), Nozomi Hiroyama (30/2), Hirotoshi Yokoyama (16/0), Kazuhiro Suzuki (8/0), Yoshito Terakawa (19/1), Katsushi Kurihara (11/0), Shinji Murai (1/0), Ryōhei Nishiwaki (2/0), Yūki Inoue (7/0), Takenori Hayashi (17/1), Paulo Henrique (15/1), Vancea (12/0), Yūki Abe (30/1), Bosz (11/0) |
| Kashiwa Reysol       | Yōichi Doi (3/0), Shigenori Hagimura (17/0), Norihiro Satsukawa (28/0), Takeshi Watanabe (28/0), Takahiro Shimotaira (30/2), Masahiko Kumagai (1/0), Bentinho (19/10), Stoitchkov (11/4), Badea (10/0), Hideaki Kitajima (17/7), Harutaka Ōno (12/1), Nozomu Katō (30/9), Naoki Sakai (24/2), Mitsuteru Watanabe (19/2), Makoto Sunakawa (15/0), Tomokazu Myōjin (30/1), Tomohiro Katanosaka (15/3), Tōru Irie (1/0), Hong Myung-bo (28/5), Yūta Minami (18/0), Motohiro Yoshida (11/0), Kensuke Nebiki (1/0), Tomonori Hirayama (16/2), Tarō Hasegawa (13/0), Keiji Tamada (5/0) |
| Verdy Kawasaki       | Takuya Yamada (29/3), Julio (5/0), Kentarō Hayashi (29/7), Atsushi Yoneyama (29/2), Tadashi Nakamura (6/0), Yūji Hironaga (5/0), Takahiro Yamada (27/1), Tsuyoshi Kitazawa (28/4), Keisuke Kurihara (24/6), Takayuki Yamaguchi (4/0), Jefferson (21/3), Takayuki Nishigaya (3/0), Masakazu Senuma (1/0), Henrique (16/2), Kōichi Sugiyama (26/1), Kazuya Iio (1/0), Yoshiyuki Kobayashi (30/2), Takuya Takagi (18/2), Kiyomitsu Kobari (1/0), Naoki Makino (2/0), Kenji Honnami (29/0), Yūji Nakazawa (28/1), Yūsuke Mori (1/0), Keiji Ishizuka (17/3), Kazunori Iio (4/0), Kazuki Hiramoto (6/1), Naoto Sakurai (14/4), Masahiro Endō (3/0), Ken’ichirō Tokura (2/0), Hayato Yano (2/0) |
| Yokohama F. Marinos  | Yoshikatsu Kawaguchi (28/0), Katsuo Kanda (11/0), Naoki Matsuda (27/0), Masami Ihara (25/0), Norio Omura (27/3), Yoshiharu Ueno (28/3), Hideki Nagai (22/5), Yoo Sang-chul (22/7), Atsuhiro Miura (29/2), Shunsuke Nakamura (26/7), Shōji Jō (25/18), Yasuhiro Hato (19/1), Kunio Nagayama (11/1), Kazuki Satō (13/3), Ryūji Michiki (1/0), Ryōsuke Kijima (2/0), Akihiro Endō (29/4), Takayuki Yoshida (14/1), Kazunari Okayama (4/0), Jovicevic (1/0), Hideaki Ozawa (2/0), Seiji Koga (2/0), Jun Ideguchi (2/0), Masahiro Fukazawa (6/2), Valber (17/4), Masahiro Ōhashi (2/0) |
| Bellmare Hiratsuka   | Makoto Kakegawa (10/0), Yoshirō Moriyama (18/0), Takashi Miki (18/0), Claudio (10/1), Laybutt (10/0), Daisuke Tonoike (24/4), Takafumi Hori (30/3), Tomoaki Matsukawa (22/1), Badea (12/4), Hews (12/1), Yūzō Funakoshi (12/1), Ricardinho (4/0), Jailton (6/0), Teppei Nishiyama (8/0), Tetsuya Takada (23/0), Hiroshi Sakai (14/2), Yasunori Takada (20/3), Kōhei Usui (13/0), Seiji Honda (19/0), Takuya Kawaguchi (24/2), Tomoyoshi Ono (15/0), Jirō Hiratsuka (4/0), Manabu Komatsubara (25/4), Tomohiro Wanami (17/1), Tatsuhiro Nishimoto (14/3), Teruyuki Moniwa (11/0), Nobuhiro Sadatomi (8/0), Yūichi Mizutani (3/0), Keita Isozaki (6/0), Kazuhiko Tanabe (1/0)              |
| Shimizu S-Pulse      | Masanori Sanada (30/0), Toshihide Saitō (28/3), Masahiro Andō (16/2), Kazuyuki Toda (28/0), Santos (27/1), Katsumi Ōenoki (9/0), Teruyoshi Itō (29/1), Alex (30/11), Kenta Hasegawa (21/2), Masaaki Sawanobori (28/9), Ryūzō Morioka (26/1), Fabinho (20/4), Kazuaki Tasaka (13/2), Hiroki Hattori (10/1), Yoshikiyo Kuboyama (27/12), Kōhei Hiramatsu (1/0), Sōtarō Yasunaga (29/5), Junji Nishizawa (8/1), Daisuke Ichikawa (22/0), Tsuyoshi Tanikawa (1/0) |
| Júbilo Iwata         | Yūshi Ozaki (11/0), Hideto Suzuki (28/3), Takuma Koga (8/0), Adilson (7/0), Makoto Tanaka (16/0), Toshihiro Hattori (29/0), Hiroshi Nanami (15/4), Daisuke Oku (28/7), Masashi Nakayama (23/6), Toshiya Fujita (29/4), Kiyokazu Kudō (20/0), Tomoaki Ōgami (20/0), Nobuo Kawaguchi (18/1), Takahiro Yamanishi (11/0), Akira Konno (1/0), Kōji Maeda (15/1), Norihisa Shimizu (17/1), Naohiro Takahara (21/9), Jō Kanazawa (12/0), Takashi Fukunishi (27/10), Yasushi Kita (3/0), Norihiro Nishi (13/4), Radchenko (5/0), Roberto Torres (1/0), Masahiro Andō (4/0), Fumitake Miura (5/1)                                                                                                 |
| Nagoya Grampus Eight | Seigō Narazaki (25/0), Seiichi Ogawa (11/1), Gō Ōiwa (26/2), Kazuhisa Iijima (9/0), Torres (24/1), Motohiro Yamaguchi (29/2), Oulida (22/2), Tetsuya Asano (13/1), Shigeyoshi Mochizuki (29/6), Stojkovic (24/11), Takashi Hirano (28/7), Kōji Noguchi (6/0), Masahiro Koga (26/2), Yūji Itō (7/0), Kenji Fukuda (24/10), Takafumi Ogura (3/0), Suguru Itō (1/0), Tetsuya Okayama (22/3), Masayuki Ōmori (3/0), Yūsuke Nakatani (13/0), Wagner Lopes (23/13), Kō Ishikawa (29/1) |
| Kyoto Purple Sanga   | Shigetatsu Matsunaga (30/0), Hiroshi Noguchi (22/1), Naoto Ōtake (27/0), Sidiclei (29/4), Jin Satō (20/1), Shigeru Morioka (15/2), Fumitake Miura (23/4), Hisashi Kurosaki (14/3), Silas (26/6), Shinji Fujiyoshi (17/1), Ken’ichirō Tokura (10/0), Yasuhito Endō (24/4), Paulo Magino (16/6), Kazuki Teshima (22/0), Hideo Ōshima (4/0), Kensaku Ōmori (3/0), Shigeki Tsujimoto (9/0), Shin’ya Mitsuoka (2/0), Makoto Atsuta (14/1), Hiroyasu Kawakatsu (11/0), Park Kang-jo (1/0), Takehito Suzuki (29/0), Shin’ya Tomita (1/0), Hiroshi Ōtsuki (10/0), Kazuyoshi Miura (11/4) |
| Gamba Osaka          | Hayato Okanaka (29/0), Shinsuke Shiotani (2/0), Daisuke Saitō (14/0), Noritada Saneyoshi (28/0), Dambury (27/2), Jun’ichi Inamoto (22/1), Naoki Hiraoka (29/3), Hitoshi Morishita (23/0), Drobnjak (13/4), Tailson (14/3), Piotr (12/2), Luizinho (15/6), Hiromi Kojima (21/6), Yūji Hironaga (7/1), Masao Kiba (26/0), Ryūji Bando (21/1), Kōhei Hayashi (1/0), Tsuneyasu Miyamoto (30/0), Ryōta Tsuzuki (2/0), Masanobu Matsunami (23/5), Shin Asahina (4/0), Masashi Ōguro (11/0), Hideo Hashimoto (4/0), Takahiro Futagawa (5/0), Hiroshige Yanagimoto (20/0), Toshimi Kikuchi (3/0)                                                                                                 |
| Cerezo Osaka         | Seigo Shimokawa (30/0), Masaki Ogawa (21/0), Pericles (29/0), Takumi Horiike (9/0), Shigeki Kurata (24/0), Takeo Harada (30/0), Hiroaki Morishima (30/12), Akinori Nishizawa (30/11), Noh Jung-yoon (27/0), Takayuki Yokoyama (17/1), Yasuo Manaka (27/5), Toshihiro Uchida (28/0), Satoru Suzuki (21/0), Katsutoshi Dōmori (1/0), Masaya Nishitani (30/8), Akira Kaji (9/0), Hwang Sun-hong (25/24), Kazuo Shimizu (13/1), Masaru Hashiguchi (4/1), Daisuke Miyakawa (1/1) |
| Vissel Kobe          | Nobuhiro Maeda (11/0), Keiji Kaimoto (28/1), Megumu Yoshida (16/0), Yukio Tsuchiya (27/0), Choi Sung-yong (26/0), Yūta Abe (25/1), Michiyasu Osada (22/4), Takanori Nunobe (29/2), Kim Do-hoon (25/10), Shigetoshi Hasebe (27/1), Mitsutoshi Watada (17/0), Akihiro Nagashima (26/7), Tomoji Eguchi (1/0), Kōji Yoshimura (25/2), Jirō Takeda (20/0), Ha Seok-ju (28/7), Takashi Kojima (5/0), Kazuyoshi Mikami (24/0), Yūsuke Satō (2/0), Takayuki Yamaguchi (8/1) |
| Sanfrecce Hiroshima  | Kentarō Sawada (29/3), Hiroyoshi Kuwabara (26/0), Tetsuya Itō (22/2), Foxe (22/2), Hajime Moriyasu (27/1), Yasuhiro Yoshida (19/0), Toshihiro Yamaguchi (26/2), Tatsuhiko Kubo (25/13), Vidmar (9/2), Yasuyuki Moriyama (11/3), Toshimi Kikuchi (1/0), Satoshi Koga (6/0), Susumu Ōki (6/1), Chikara Fujimoto (27/5), Takashi Shimoda (30/0), Kōta Hattori (28/1), Popovic (23/6), Ken’ichi Uemura (29/7), Makoto Ōkubo (3/0), Shin’ya Kawashima (4/0), Yutaka Takahashi (24/6), Kazuyuki Morisaki (3/0) |
| Avispa Fukuoka       | Hideaki Mori (23/4), Masafumi Mizuki (14/2), Mitsuaki Kojima (22/0), Fernando (25/8), Yoshiyuki Shinoda (27/2), Satoru Noda (27/2), Kiyotaka Ishimaru (16/2), Yūsaku Ueno (28/1), Daisuke Nakaharai (27/0), Maslovar (22/4), Yoshitaka Fujisaki (24/1), Yoshihiro Nishida (30/1), Yoshiteru Yamashita (25/6), Takuji Miyoshi (4/0), Kentarō Sakai (4/0), Takashi Takusagawa (2/0), Tatsunori Hisanaga (10/0), Ranieli (1/0), Villamayor (14/4), Yasutoshi Miura (23/4), Nobuyuki Kojima (29/0) |

## Statistik

### Erste Halbserie
Die erste Halbserie begann am 6. März 1999 und endete am 29. Mai 1999. Die Halbserie wurde von Júbilo Iwata gewonnen.

#### Tabelle
| Pl. | Verein               | Sp | Siege | Siege | U | Niederl. | Niederl. | Tore  | Diff. | Pkte |
| Pl. | Verein               | Sp | 90′   | GG    | U | 90′      | GG       | Tore  | Diff. | Pkte |
| --- | -------------------- | -- | ----- | ----- | - | -------- | -------- | ----- | ----- | ---- |
| 01  | Júbilo Iwata         | 15 | 10    | 2     | 0 | 02       | 1        | 29:15 | +14   | 34   |
| 02  | Verdy Kawasaki       | 15 | 09    | 2     | 1 | 03       | 0        | 20:15 | +05   | 32   |
| 03  | Shimizu S-Pulse      | 15 | 09    | 1     | 1 | 04       | 0        | 28:23 | +05   | 30   |
| 04  | Kashiwa Reysol       | 15 | 09    | 1     | 0 | 04       | 1        | 26:18 | +08   | 29   |
| 05  | Cerezo Osaka         | 15 | 09    | 1     | 0 | 5        | 0        | 25:21 | +04   | 29   |
| 06  | Sanfrecce Hiroshima  | 15 | 09    | 0     | 0 | 06       | 0        | 30:18 | +12   | 27   |
| 07  | Yokohama Marinos     | 15 | 06    | 2     | 1 | 05       | 1        | 31:20 | +11   | 23   |
| 08  | Nagoya Grampus Eight | 15 | 06    | 1     | 1 | 04       | 3        | 30:23 | +07   | 21   |
| 09  | Kashima Antlers      | 15 | 05    | 1     | 1 | 06       | 2        | 23:19 | +04   | 18   |
| 10  | Gamba Osaka          | 15 | 05    | 1     | 0 | 08       | 1        | 21:25 | −04   | 17   |
| 11  | Avispa Fukuoka       | 15 | 04    | 2     | 0 | 08       | 1        | 23:30 | −07   | 16   |
| 12  | Vissel Kobe          | 15 | 04    | 1     | 1 | 07       | 2        | 20:24 | −04   | 15   |
| 13  | Urawa Red Diamonds   | 15 | 03    | 0     | 4 | 06       | 2        | 21:33 | −12   | 13   |
| 14  | Kyoto Purple Sanga   | 15 | 04    | 0     | 0 | 09       | 2        | 18:28 | −10   | 12   |
| 15  | JEF United Ichihara  | 15 | 02    | 2     | 2 | 08       | 1        | 19:34 | −15   | 12   |
| 16  | Bellmare Hiratsuka   | 15 | 03    | 0     | 0 | 12       | 0        | 15:33 | −18   | 09   |

### Zweite Halbserie
Die zweite Halbserie begann am 6. August 1999 und endete am 27. November 1999. Erstmals in ihrer Vereinsgeschichte qualifizierte sich Shimizu S-Pulse durch den Gewinn der Serie für die Suntory Championship.

#### Tabelle
| Pl. | Verein               | Sp | Siege | Siege | U | Niederl. | Niederl. | Tore  | Diff. | Pkte |
| Pl. | Verein               | Sp | 90′   | GG    | U | 90′      | GG       | Tore  | Diff. | Pkte |
| --- | -------------------- | -- | ----- | ----- | - | -------- | -------- | ----- | ----- | ---- |
| 01  | Shimizu S-Pulse      | 15 | 11    | 1     | 0 | 02       | 1        | 28:13 | +15   | 35   |
| 02  | Nagoya Grampus Eight | 15 | 10    | 1     | 1 | 03       | 0        | 32:23 | +09   | 33   |
| 03  | Yokohama F. Marinos  | 15 | 08    | 2     | 2 | 03       | 0        | 30:15 | +15   | 30   |
| 04  | Kashiwa Reysol       | 15 | 08    | 2     | 1 | 04       | 0        | 23:18 | +05   | 29   |
| 05  | Cerezo Osaka         | 15 | 06    | 3     | 0 | 05       | 1        | 39:24 | +15   | 24   |
| 06  | Kashima Antlers      | 15 | 06    | 2     | 0 | 05       | 2        | 30:18 | +12   | 22   |
| 07  | Vissel Kobe          | 15 | 05    | 2     | 3 | 05       | 0        | 18:21 | −03   | 22   |
| 08  | Sanfrecce Hiroshima  | 15 | 06    | 1     | 1 | 05       | 2        | 24:25 | −01   | 21   |
| 09  | Kyoto Purple Sanga   | 15 | 05    | 2     | 0 | 6        | 2        | 20:30 | −10   | 19   |
| 10  | Verdy Kawasaki       | 15 | 04    | 2     | 1 | 06       | 2        | 23:28 | −05   | 17   |
| 11  | JEF United Ichihara  | 15 | 04    | 2     | 0 | 06       | 3        | 22:22 | ±0    | 16   |
| 12  | Júbilo Iwata         | 15 | 04    | 1     | 1 | 07       | 2        | 23:27 | −04   | 15   |
| 13  | Gamba Osaka          | 15 | 04    | 1     | 1 | 08       | 1        | 15:21 | −06   | 15   |
| 14  | Urawa Red Diamonds   | 15 | 04    | 1     | 1 | 04       | 5        | 18:25 | −07   | 15   |
| 15  | Avispa Fukuoka       | 15 | 03    | 1     | 1 | 10       | 0        | 18:29 | −11   | 12   |
| 16  | Bellmare Hiratsuka   | 15 | 01    | 0     | 1 | 10       | 3        | 15:39 | −24   | 04   |

### Gesamttabelle
| Pl.                     | Verein               | Sp | Siege | Siege | U | Niederl. | Niederl. | Tore  | Diff. | Pkte |
| Pl.                     | Verein               | Sp | 90′   | GG    | U | 90′      | GG       | Tore  | Diff. | Pkte |
| ----------------------- | -------------------- | -- | ----- | ----- | - | -------- | -------- | ----- | ----- | ---- |
| 1/2                     | Shimizu S-Pulse      | 30 | 20    | 2     | 1 | 06       | 1        | 56:36 | +20   | 65   |
| 1/2                     | Júbilo Iwata         | 30 | 14    | 3     | 1 | 09       | 3        | 52:42 | +10   | 49   |
| 03                      | Kashiwa Reysol       | 30 | 17    | 3     | 1 | 08       | 1        | 49:36 | +13   | 58   |
| 04                      | Nagoya Grampus Eight | 30 | 16    | 2     | 2 | 07       | 3        | 62:46 | +16   | 54   |
| 05                      | Yokohama F. Marinos  | 30 | 14    | 4     | 3 | 08       | 1        | 61:35 | +26   | 53   |
| 06                      | Cerezo Osaka         | 30 | 15    | 4     | 0 | 10       | 1        | 64:45 | +19   | 53   |
| 07                      | Verdy Kawasaki       | 30 | 13    | 4     | 2 | 09       | 2        | 43:43 | ±0    | 49   |
| 08                      | Sanfrecce Hiroshima  | 30 | 15    | 1     | 1 | 11       | 2        | 54:43 | +11   | 48   |
| 09                      | Kashima Antlers      | 30 | 11    | 3     | 1 | 11       | 4        | 53:37 | +16   | 40   |
| 10                      | Vissel Kobe          | 30 | 09    | 3     | 4 | 12       | 2        | 38:45 | −07   | 37   |
| 11                      | Gamba Osaka          | 30 | 09    | 2     | 1 | 16       | 2        | 36:46 | −10   | 32   |
| 12                      | Kyoto Purple Sanga   | 30 | 09    | 2     | 0 | 15       | 4        | 38:58 | −20   | 31   |
| 13                      | JEF United Ichihara  | 30 | 06    | 4     | 2 | 14       | 4        | 41:56 | −15   | 28   |
| 14                      | Avispa Fukuoka       | 30 | 07    | 3     | 1 | 18       | 1        | 41:59 | −18   | 28   |
| 15                      | Urawa Red Diamonds   | 30 | 07    | 1     | 5 | 10       | 7        | 39:58 | −19   | 28   |
| 16                      | Bellmare Hiratsuka   | 30 | 04    | 0     | 1 | 22       | 3        | 30:72 | −42   | 13   |
| Stand = Ende der Saison |                      |    |       |       |   |          |          |       |       |      |

### Suntory Championship
Die Regel, dass ein Spiel nicht nach 90 Minuten unentschieden enden konnte, galt auch in den Endspielen. Dies führte zu der für europäischen Verhältnisse ungewohnten Situation, dass beide Spiele in die Verlängerung gingen. Letztlich entschied jedoch ein Elfmeterschießen zugunsten von Júbilo Iwata.

#### Hinspiel
| Paarung        | Júbilo Iwata – Shimizu S-Pulse                                                                    |
| Ergebnis       | 2:1 n. GG. (1:1, 1:0)                                                                             |
| Datum          | 4. Dezember 1999                                                                                  |
| Stadion        | Yamaha Stadium, Iwata                                                                             |
| Zuschauer      | 17.337                                                                                            |
| Schiedsrichter | Leslie Mottram                                                                                    |
| Tore           | 1:0 Masashi Nakayama (30.), 1:1 Masaaki Sawanobori (72.), 2:1 Masashi Nakayama (98., Golden Goal) |

#### Rückspiel
| Paarung        | Shimizu S-Pulse – Júbilo Iwata |
| Ergebnis       | 2:1 n. GG. (1:1, 0:1), 2:4 i. E. |
| Datum          | 11. Dezember 1999 |
| Stadion        | Nihondaira Sports Stadium, Shizuoka |
| Zuschauer      | 20.309 |
| Schiedsrichter | Masayoshi Okada |
| Tore           | 0:1 Toshihiro Hattori (34.), 1:1 Masaaki Sawanobori (37.), 2:1 Fabinho (99., Golden Goal) Elfmeterschießen: 0:1 Toshihiro Hattori, 1:1 Masaaki Sawanobori, 1:2 Toshiya Fujita, Santos verschießt, 1:3 Naohiro Takahara, 2:3 Teruyoshi Itō, 2:4 Hideto Suzuki, Fabinho verschießt |

## Preise

### Fußballer des Jahres
- Alex (Shimizu S-Pulse)

### Beste Torschützen
| Rang | Spieler            | Verein               | Tore | Spiele |
| ---- | ------------------ | -------------------- | ---- | ------ |
| 1    | Hwang Sun-hong     | Cerezo Osaka         | 24   | 25     |
| 2    | Shōji Jō           | Yokohama F. Marinos  | 18   | 25     |
| 3    | Baron              | JEF United Ichihara  | 17   | 28     |
| 4    | Masahiro Fukuda    | Urawa Reds           | 13   | 23     |
| 4    | Wagner Lopes       | Nagoya Grampus Eight | 13   | 23     |
| 4    | Tatsuhiko Kubo     | Sanfrecce Hiroshima  | 13   | 25     |
| 7    | Yoshikiyo Kuboyama | Shimizu S-Pulse      | 12   | 27     |
| 7    | Hiroaki Morishima  | Cerezo Osaka         | 12   | 30     |
| 9    | Dragan Stojković   | Nagoya Grampus Eight | 11   | 24     |
| 9    | Alex               | Shimizu S-Pulse      | 11   | 30     |
| 9    | Akinori Nishizawa  | Cerezo Osaka         | 11   | 30     |

### Rookie des Jahres
- Yūji Nakazawa (Verdy Kawasaki)

### Best XI
- Masanori Sanada (Shimizu S-Pulse)
- Yūji Nakazawa (Verdy Kawasaki)
- Toshihide Saitō (Shimizu S-Pulse)
- Ryūzō Morioka (Shimizu S-Pulse)
- Shunsuke Nakamura (Yokohama F. Marinos)
- Alessandro dos Santos (Shimizu S-Pulse)
- Teruyoshi Itō (Shimizu S-Pulse)
- Masaaki Sawanobori (Shimizu S-Pulse)
- Takashi Fukunishi (Júbilo Iwata)
- Dragan Stojković (Nagoya Grampus Eight)
- Hwang Sun-hong (Cerezo Osaka)